# Manlio Cremonini
Manlio Cremonini (San Severino Marche, 24 novembre 1901 – Milano, 12 novembre 1961) è stato un politico italiano, commissario prefettizio di Senigallia e consigliere nazionale della Camera dei Fasci e delle Corporazioni (XXX Legislatura del Regno d’Italia).

## Origini e gioventù
Nacque da famiglia nobiliare ferrarese. Sua bisnonna paterna era la contessa Cristina Ginanni Corradini Negri, appartenente a una delle più antiche famiglie di Ravenna, figlia del conte Giuseppe e della contessa Antonia Carlotta Pompilj-Ariosti Pignatta, ultima discendente in linea indiretta di Ludovico Ariosto. Il nonno Giulio Cremonini, proveniente da una famiglia di militari e proprietari terrieri del vecchio Ducato di Modena, tenne la regalia postale di Occhiobello e Santa Maria Maddalena sino all'avvento della ferrovia e quindi si dedicò all'appalto del dazio. La zia paterna, contessa Ida Negri degli Ariosto, era sposata con il pittore torinese Ernesto Pochintesta.
Cremonini si laureò in Scienze Economiche e Commerciali presso l'università Ca' Foscari di Venezia. Cominciò a lavorare dapprima come libero professionista, quindi divenne proprietario e direttore del Bottonificio Marchigiano Cremonini ed infine socio accomandatario della Guglielmo Cremonini & C., società per gli appalti delle imposte di consumo, originata nel 1916 dalla scissione della società 'Cremonini & Bossi' fondata nel 1889 dal padre Guglielmo e dallo zio Giovanni Cremonini.
Già da studente manifestò un forte interesse per la politica che lo portò a fondare, insieme ai due futuri ministri Raffaello Riccardi e Augusto Liverani, il Fascio di Combattimento di Senigallia il 4 luglio del 1920, cominciando a riunire i sostenitori del nuovo partito presso il locale Circolo Cittadino, il club dove si incontravano le persone più rispettabili. In realtà, la sezione senigalliese del Fascio avrebbe dovuto essere fondata un anno prima, tuttavia su consiglio di Benito Mussolini, in vacanza a Senigallia nell'estate del 1919, fu deciso di posticipare l'atto costitutivo a causa della esiguità degli iscritti. Nella primavera del 1919 furono molte le agitazioni studentesche a Senigallia, spesso represse severamente dall'allora Presidente del Consiglio Francesco Saverio Nitti, impegnato a trattare la ridefinizione postbellica dei confini nazionali. Nel maggio 1919, all'interno di una di queste manifestazioni, la 'giovane matricola Cremonini' fece la sua prima uscita pubblica arringando gli studenti assiepati sotto la lapide dedicata a Cesare Battisti, di fronte al Teatro 'La Fenice'.
Nel settembre del 1919, Cremonini, Vincenzo Joppolo e Nello Zazzarini, delusi dalla stipula del Trattato di Saint-Germain che abdicava ai diritti territoriali italiani in Dalmazia, tentarono di imbarcarsi su di un trasporto merci al fine di raggiungere Fiume, da pochi giorni occupata dai legionari di Gabriele D'Annunzio, ma il progetto svanì poiché il capitano della nave salpò prima dell'ora concordata, lasciandoli deliberatamente sul molo.
Nel 1922 Cremonini prese parte alla Marcia su Roma con le squadre d'azione marchigiane.

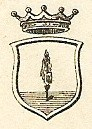
Stemma in uso alla famiglia Cremonini di Occhiobello: d'argento al cipresso al naturale terrazzato d'azzurro, timbrato di una corona da Nobile.

Il 7 febbraio 1929 sposò la nobile Giuseppina dei conti Benedetti-Forestieri, ispettrice della Croce Rossa Italiana, appartenente a un'antica casa aristocratica senigalliese imparentata con papa Pio IX e con monsignor Alessandro d’Angennes, cappellano di Carlo Alberto. Attraverso il matrimonio, Cremonini si legò inoltre con il marchese Ottavio Thaon di Revel, gentiluomo di palazzo della regina Elena, con il Grande Ammiraglio Paolo Thaon di Revel e con il conte Eugenio Perrone di San Martino. Nel 1932 Vittorio Emanuele III lo creò Cavaliere dell'Ordine della Corona d'Italia. Nel 1941 lo stesso sovrano lo promosse Ufficiale nel medesimo Ordine.
Al ritorno dalla guerra, Cremonini divorziò dalla moglie e si sposò con la sorella minore di lei, Eugenia Benedetti-Forestieri.
Il 12 novembre 1961 morì improvvisamente mentre si trovava a Milano per affari. È sepolto nella cappella gentilizia Cremonini presso il Cimitero Maggiore delle Grazie di Senigallia.

## L'attività politica e amministrativa

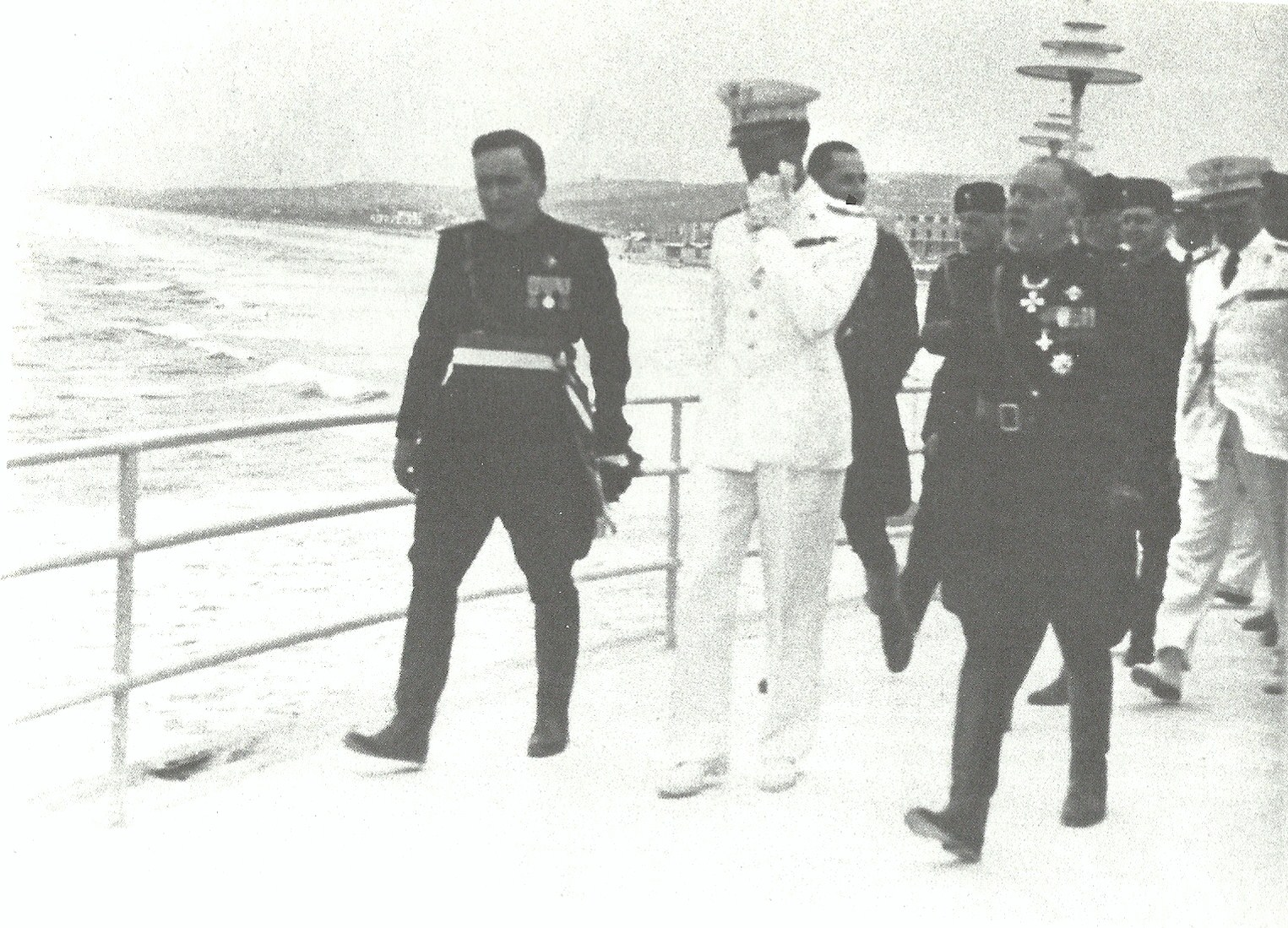
Manlio Cremonini e altri gerarchi accompagnano il Principe di Piemonte nella sua visita alla Rotonda a Mare (Senigallia, 7 luglio 1935)

Seguendo una veloce carriera all'interno del Partito Nazionale Fascista, Cremonini fu nominato nel
1928 consigliere di amministrazione della neonata Azienda Autonoma di Cura e Soggiorno di Senigallia (la prima in
Italia, insieme a Cortina d'Ampezzo). Nello stesso periodo diveniva consigliere di amministrazione del locale Teatro La Fenice. Fu consigliere comunale e commissario prefettizio del comune di Senigallia e nel 1930 fu tra i promotori della costruzione della Rotonda a Mare che diresse, come presidente della Azienda di Soggiorno, dal 1934 al 1939. Sotto la sua presidenza si organizzò la visita del principe di Piemonte, Umberto di Savoia, che giunse a Senigallia per inaugurare la Colonia Maria Pia e la Rotonda stessa.
Si occupò anche di problemi politici ed economici come redattore de Il Popolo di Italia, contribuendo a quel giornale con articoli incentrati sull'esperienza fascista e sul corporativismo.
In qualità di presidente della Azienda di Soggiorno Cremonini commissionò all'amico Mario Carafòli, giornalista de La Stampa, l'ideazione dello slogan pubblicitario Senigallia, la Spiaggia di Velluto.
Tenne la carica di rettore della Amministrazione provinciale di Ancona dal 1929 al 1938.
Nel 1943 venne nominato segretario federale del fascio di Ancona e membro della Camera dei Fasci e delle Corporazioni.

### Armistizio, prigionia e dopoguerra
Allo scoppio della seconda guerra mondiale Cremonini, già inquadrato in un reggimento di cavalleria, si arruolò volontario e fu nominato capitano nel 13º reggimento Granatieri di Sardegna per essere poi inviato sul fronte jugoslavo. Nel 1943 venne quindi richiamato a Roma sino allo scioglimento del corpo, successivo agli scontri con reparti della Wehrmacht ed alla situazione di confusione generalizzata che viveva in quei giorni il Regio Esercito.
Dopo l'8 settembre 1943, trovandosi a Milano, venne fermato dalle autorità tedesche che gli prospettarono di scegliere se arruolarsi nelle milizie della RSI o se essere deportato in Germania. Cremonini si rifiutò di aderire alla Repubblica Sociale e venne quindi inviato prima in Polonia ed in seguito in Germania ed internato nell'Oflag 83 presso la cittadina di Wietzendorf, dove conobbe, tra gli altri, lo scrittore Giovannino Guareschi. Rimase in detenzione sino alla fine della guerra.
All'arrivo degli Alleati, fu ulteriormente trattenuto, per qualche mese, allo scopo di chiarire la sua posizione di ex gerarca fascista.
Tornò quindi a Senigallia, a piedi, non appena libero.
Dopo la guerra, abbandonata l'esperienza fascista che considerava conclusa, simpatizzò per i partiti di orientamento monarchico senza però più praticare la politica attiva.

### Attività filantropiche e sportive
Nel 1921, con altri amici, fondò la squadra di football Vigor Senigallia. Nel 1928, insieme al padre Guglielmo e ad altri appassionati, organizzò il I Circuito Automobilistico di Senigallia al cui vincitore venne assegnato un premio dal capo del governo Benito Mussolini. Impegnato anche in attività velica, partecipò a diverse gare organizzate dalla Lega Navale con il suo cutter 'Falco'. Nel 1936 divenne consigliere della locale sezione del Club Alpino Italiano.
Nel 1955-56 fu tra i fondatori del Rotary Club di Senigallia.
Fu appassionato di numismatica, collezionista di monete, di antiquariato e di dipinti dei grandi maestri del passato.